# Чурсанов, Александр Павлович
Александр Павлович Чурсанов (род. 19 ноября 1982 года в селе Несь Ненецкого АО) — российский государственный деятель, председатель Собрания депутатов Ненецкого автономного округа, с 9 октября 2023 года.

## Биография
В 2000 году окончил среднюю школу в селе Несь, затем в 2003 году Нарьян-Марский социально-гуманитарный колледж имени И. П. Выучейского, а в 2008 году исторический факультет Поморского государственного университета имени М. В. Ломоносова.
С 2003 по 2011 год работал преподавателем в Ненецкой школе — интернате имени А. П. Пырерки.
С 2011 по 2015 год — заместитель главы муниципального образования «Тельвисочный сельсовет», а с 2015 по 2018 год — глава муниципального образования «Тельвисочный сельсовет» Ненецкого автономного округа.
В сентябре 2018 года впервые избран депутатом Собрания депутатов НАО 28-го созыва, где занимал должность председателя постоянной комиссии по вопросам государственного устройства и местного самоуправления.
В 2018 году окончил магистратуру Российской академии народного хозяйства и государственной службы при Президенте РФ по специальности «государственное и муниципальное управление».
В сентябре 2023 года избран в Собрание депутатов НАО по Западному одномандатному округу.9 сентября 2023 года на сессии Собрания депутатов НАО избран его председателем.

## Семья
Дядя — Сергей Николаевич Коткин — депутат Государственной думы Российской федерации.